# Giulietta Simionato
Giulietta Simionato (Forlì, 12 mei 1910 – Rome, 5 mei 2010) was een Italiaanse mezzosopraan.

## Biografie
Als meisje was ze leerling op een nonnenschool, waar haar talent werd opgemerkt en zij werd uitgenodigd zang te studeren, maar zij ondervond weerstand van haar familie, vooral van haar moeder. Na de dood van haar moeder, studeerde ze eerst zang in Rovigo, later in Padua. Haar debuut was in 1927, met de commedia musicale Nina, non far la stupida. Het volgende jaar begon ze in de opera in Montagnana. In 1933 won ze het Primo Concorso di Bel Canto, gehouden in Florence, van 385 mededingers, en kreeg zij een auditie aan het Teatro alla Scala. De uitkomst was gunstig, maar maestro Fabbroni, toen artistiek directeur van het Milanese operahuis, vond haar stem nog onrijp en nodigde haar uit enkele jaren later terug te keren.
Twee jaar later kwam zij onder contract van de Scala, maar de voorwaarden waren onmogelijk. Simionato aanvaardde, maar haar werden kleine rollen gegeven en haar carrière ontwikkelde zich met moeite, waarschijnlijk doordat zij het fascistische regime niet ondersteunde. In 1947 werd haar eindelijk de eerste hoofdrol gegeven: Mignon, aan de Scala, dat haar een lovend artikel opleverde van Eugenio Gara: Laurea a Giulietta.
Vanaf dat moment nam haar carrière een vlucht, en Simionato kwam in heel de wereld op het toneel. Een zeer omvangrijke en stem en opmerkelijke dramatische kwaliteiten maakten haar geschikt voor een groot aantal rollen: Carmen, Giovanna Seymour, Leonora, Isabella, Cenerentola, Rosina, Azucena, Eboli, Preziosilla, Ulrica, Mrs Quickly, Amneris, Adalgisa, Santuzza, Principessa di Bouillon, La zia principessa.
Belangrijk was haar rol in de herontdekking van partituren uit het verleden die het gevaar liepen in de vergetelheid te geraken: Gli Orazi e i Curiazi van Domenico Cimarosa, Les Huguenots van Giacomo Meyerbeer en Le Comte Ory en Tancredi van Gioacchino Rossini.
Zij was collega en grootste vriendin van Maria Callas: gedenkwaardig is hun duet in Anna Bolena van Gaetano Donizetti in 1957 aan het Teatro alla Scala, waarin de zangeressen de rollen van Anna en Giovanna vertolkten. Evenzeer van belang is haar Adalgisa in Norma van Vincenzo Bellini, die zij vertolkte aan de zijde van Callas van 1950 tot 1965.
In 1966 nam zij afscheid van het toneel in de kleine rol van Servilia in La clemenza di Tito, aan de Piccola Scala en trok zij zich terug na haar huwelijk met de bekende clinicus Cesare Frugoni.
Nadat zij zich had teruggetrokken van het toneel werd Simionato actief als docente en talentenjager.
Ze overleed een week voor haar 100e verjaardag in Rome.

## Repertoire
- Giuseppe Verdi
  - Aida (Amneris)
  - Un ballo in maschera (Ulrica)
  - Don Carlos (Eboli)
  - Falstaff (Mrs Quickly)
  - Rigoletto (Maddalena)
  - Il trovatore (Azucena)
  - La forza del destino (Preziosilla)
- Giacomo Puccini
  - Suor Angelica (La zia principessa)
- Gaetano Donizetti
  - La Favorita (Leonora)
  - Anna Bolena (Giovanna Seymour)
- Gioacchino Rossini
  - Il barbiere di Siviglia (Rosina)
  - La pietra del paragone (Clarice)
  - La Cenerentola (Cenerentola)
  - L'italiana in Algeri (Isabella)
  - Tancredi (Tancredi)
  - Semiramide (Arsace)
  - Le comte Ory (Isoliero)
- Francesco Cilea
  - Adriana Lecouvreur (Principessa di Bouillon)
- Wolfgang Amadeus Mozart
  - Le nozze di Figaro (Cherubino)
  - Don Giovanni (Donna Elvira)
  - La clemenza di Tito (Servilia)
- Domenico Cimarosa
  - Il matrimonio segreto (Fidalma)
  - Gli Orazi e i Curiazi (Curiazio)
- Christoph Willibald Gluck
  - Orfeo ed Euridice (Orfeo)
  - Iphigenie en Aulide (Iphigenie)
- Giacomo Meyerbeer
  - Gli Ugonotti (Valentina)
- Vincenzo Bellini
  - Norma (Adalgisa)
  - I Capuleti e i Montecchi (Romeo)
- Georges Bizet
  - Carmen (Carmen)
- Ambroise Thomas
  - Mignon (Mignon)
- Pietro Mascagni
  - Cavalleria rusticana (Santuzza, Lola, Mamma Lucia)
- Amilcare Ponchielli
  - La Gioconda (Laura)
- Umberto Giordano
  - Andrea Chénier (Contessa di Coigny)
- Jules Massenet
  - Werther (Charlotte)
  - Don Chisciotte (Dulcinea)
- Modest Moessorgski
  - Boris Godoenov (Marina)
  - Chovansjtsjina (Marfa)